# Putjatino (Rjasan)
Putjatino (russisch Путя́тино) ist ein Dorf (selo) in der Oblast Rjasan in Russland mit 3047 Einwohnern (Stand 14. Oktober 2010).

## Geographie
Der Ort liegt gut 100 km Luftlinie südöstlich des Oblastverwaltungszentrums Rjasan am Flüsschen Worscha, das knapp 10 km nördlich in den rechten Oka-Nebenfluss Tyrniza mündet.
Putjatino ist Verwaltungszentrum des Rajons Putjatinski sowie Sitz der Landgemeinde Putjatinskoje selskoje posselenije, zu der außerdem die Dörfer Glebowo (4 km südöstlich) und Klimowka (3 km nördlich) sowie die Siedlungen Dubki (7 km südwestlich), Krasnoje Schirino (11 km südsüdwestlich, beide ohne ständige Einwohner) und Woropajewka (3 km südlich) gehören.

## Geschichte
Das vermutlich am Anfang des 16. Jahrhunderts als Wehrsiedlung entstandene Dorf gehörte gegen Ende des Jahrhunderts der Bojarenfamilie Godunow, aus der auch Zar Boris Godunow hervorging. Urkundlich erwähnt wurde es erstmals 1628. Im 17. Jahrhundert gelangte Putjatino unter anderem in Besitz des Sohnes des Fürsten Dmitri Poscharski und erlangte lokale wirtschaftliche Bedeutung. Ab 1778 gehörte das Dorf zum Ujesd Saposchok der Statthalterschaft, ab 1796 des Gouvernements Rjasan. Als größtes Dorf des Ujesds – nur wenig kleiner als der Verwaltungssitz Saposchok – wurde es Sitz einer Wolost.
Nach der Einführung der Rajongliederung gehörte Putjatino ab 12. Juli 1929 zunächst zum Schilowski rajon mit Sitz im etwa 25 km nordwestlich gelegenen Schilowo, bis es am 21. Februar 1935 Verwaltungssitz eines neuen, nach ihm benannten Rajons wurde. 1963 wurde der Rajon vorübergehend aufgelöst und sein Gebiet unter den umliegenden Rajons aufgeteilt, aber im März 1977 in den früheren Grenzen wiederhergestellt.

### Bevölkerungsentwicklung
| Jahr | Einwohner |
| ---- | --------- |
| 1897 | 3866      |
| 1939 | 3880      |
| 1959 | 2426      |
| 1979 | 2042      |
| 1989 | 2389      |
| 2002 | 3122      |
| 2010 | 3047      |

Anmerkung: Volkszählungsdaten

## Verkehr
Putjatino liegt an der föderalen Fernstraße M5 Ural, die Moskau über Samara und Ufa mit Tscheljabinsk verbindet. Die nächstgelegene Bahnstation ist das etwa 25 km entfernte Schilowo an der Strecke Moskau – Rusajewka – Samara.